# Catherine D’Ignazio
Catherine D'Ignazio (també coneguda com a kanarinka) és una professora, artista i desenvolupadora de programari estatunidenca que se centra en el feminisme i l'alfabetització de dades. És la directora del laboratori Data + Feminism del MIT. D'Ignazio és més coneguda pels seus hackathons, com ara "Make the Breast Pump Not Suck", i pel seu llibre Data Feminism, en coautor amb Lauren Klein.

## Primers anys de vida i educació
D'Ignazio va néixer a Chapel Hill, Carolina del Nord i va créixer a Carolina del Nord, Virgínia, Alabama i Michigan. El seu pare, Fred D'Ignazio, és un autor, educador i comentarista de televisió nord-americà. D'Ignazio es va llicenciar en Arts (BA) en relacions internacionals per la Universitat de Tufts. Va rebre un Màster en Belles Arts (MFA) en art d'estudi, disseny i teoria del Maine College of Art i un Màster en Ciències (MS) en arts i ciències dels mitjans del MIT el 2014.

## Carrera
D'Ignazio treballa com a professora ajudant al MIT i ha publicat diversos treballs en el seu camp d'estudi, així com un llibre aclamat, Data Feminism. Ha organitzat diverses hackatons sobre la salut de les dones, com ara "Make the Breast Pump Not Suck", que s'ha presentat a l'exposició del Philadelphia Museum of Art a la mostra Designs for Different Futures. També ha treballat en sistemes de recomanació de notícies i diferents tipus de visualització de dades.
D'Ignazio va començar a treballar en el desenvolupament de programari i va ensenyar durant set anys al programa de postgrau en Digital + Media a la Rhode Island School of Design. Després va passar a treballar al departament de periodisme de l'Emerson College, com a professora adjunta de visualització de dades i mitjans cívics. Amb anys d'experiència com a professora, després es va convertir en professora adjunta de Ciència Urbana i Planificació al Departament d'Estudis Urbans i Planificació del MIT. D'Ignazio manté aquest paper avui, i també actua com a directora del Data + Feminism Lab.

## Obres
- D'Ignazio, Catherine. Counting feminicide: data feminism in action.  Cambridge, Massachusetts: The MIT Press, 2024. ISBN 9780262048873.
- D'Ignazio, Catherine. Data Feminism.  The MIT Press, October 3, 2023, p. 328. ISBN 9780262547185.
- Thylstrup, Nanna Bonde. Uncertain archives: critical keywords for big data.  Cambridge, [Massachusetts]: The MIT Press, 2021. ISBN 9780262539883.